# Ak-Talaa
Ak-Tala är ett distrikt i Kirgizistan.   Det ligger i oblastet Naryn Oblusu, i den centrala delen av landet, 200 km söder om huvudstaden Bisjkek.